# Stroncium
A stroncium (nyelvújításkori magyar nevén pirany) az alkáliföldfémek csoportjába tartozik. A rendszáma 38, a vegyjele Sr. Ezüstfehér, nyújtható reakcióképes fém. Keményebb, mint a nátrium, de lágyabb, mint a kalcium. Levegőn állva oxidálódik. A természetben a cölesztin és a stroncianit ásványokban fordul elő. A kalcium kísérője. A Föld 23. leggyakoribb eleme. A radioaktív 90Sr izotóp (felezési ideje 28,9 év) az urán maghasadásakor és atomrobbantásokkor keletkezik. Veszélyes, mert beépülhet a csontokba és sugárkárosodást okozhat. A stronciumvegyületek a lángot élénkpiros színűre festik.

## Története, felfedezése
Adair Crawford fedezte fel a skóciai Stronthian községben talált ásványban oxidját. A községről kapta a nevét. Fémet először Humphry Davy állított elő 1808-ban.

## Tulajdonságai

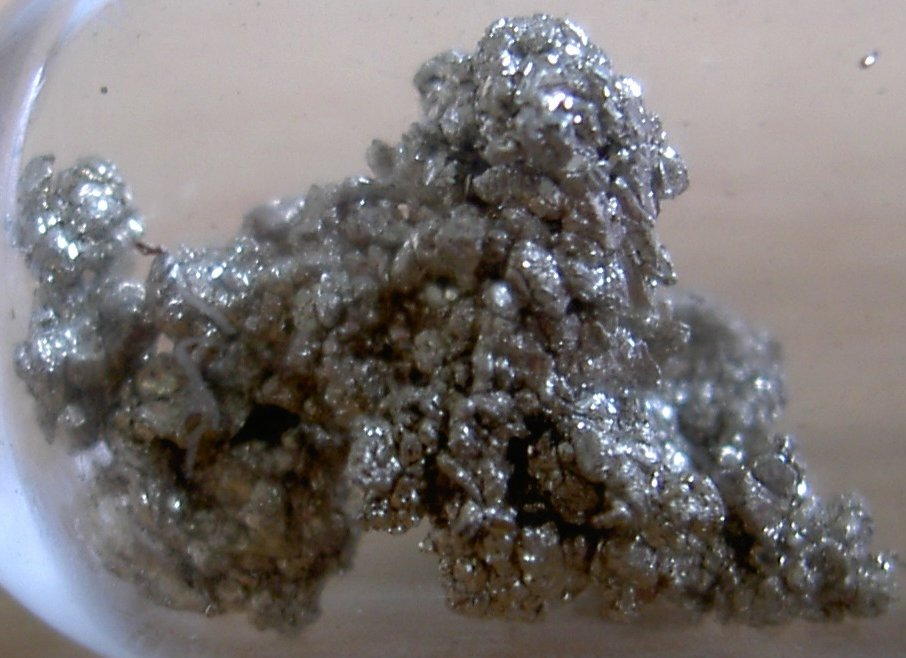
Stroncium argon alatt

### Fizikai tulajdonságok
- Ezüstfehér, jól alakítható könnyűfém.
- Három módosulata van.
- Köbös tércentrált rácsban kristályosodik.
- Nagy reakciókészsége miatt a természetben csak vegyületeiben (cölesztin és stroncianit ásványok) fordul elő. Lágyabb, mint a kalcium.

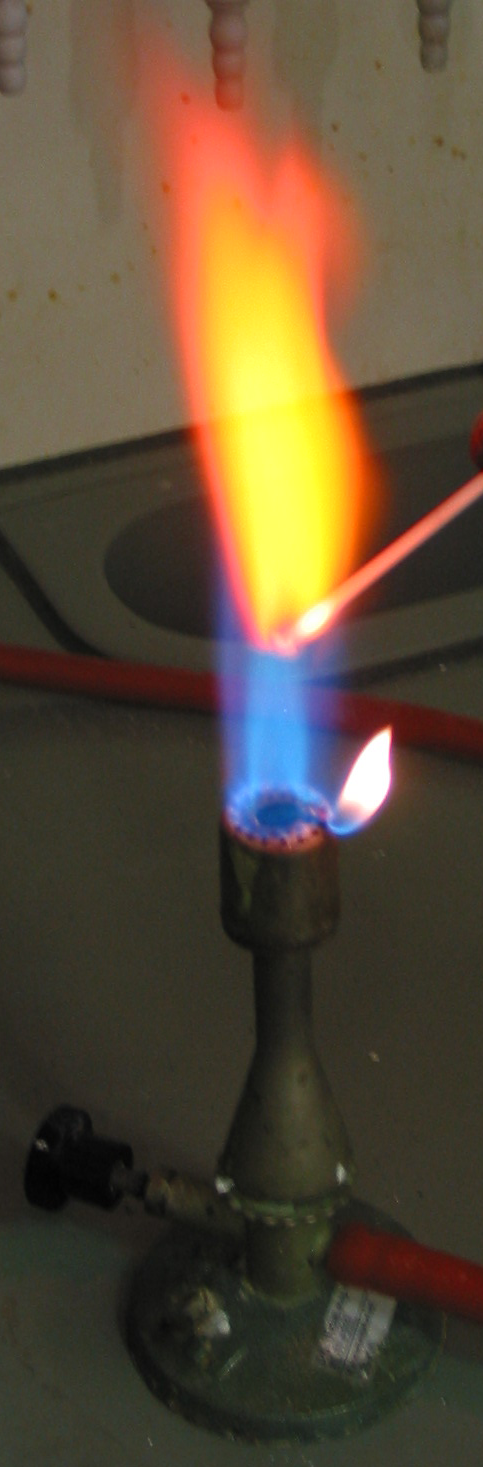
A stroncium lángfestése

### Kémiai tulajdonságok
Hevesebben reagál vízzel, mint a kalcium, a reakcióban stroncium-hidroxid keletkezik és hidrogéngáz fejlődik. Levegőn stroncium-oxiddá (SrO) és stroncium-nitriddé (Sr3N2) ég el. Nitrogénnel csak 380 °C felett reagál. Levegőn állva csak stroncium-oxid keletkezik. Az oxidáció elkerüléséhez petróleum alatt kell tárolni. A finom eloszlású stroncium elnyeli a hidrogént, magasabb hőmérsékleten hidrid képződése közben reagál vele. Halogénekkel már szobahőmérsékleten is reakcióba lép. Fémes fényét levegőn állva elveszti, sárga, majd barnás színű lesz a felülete. Kénnel, foszforral és szénnel csak magasabb hőmérsékleten lép reakcióba. Magasabb hőmérsékleten reagál hidrogén-klorid-gázzal, kén-hidrogénnel, nitrogén-dioxiddal és szén-monoxiddal is, és az üveget és a porcelánt is megtámadja. Heves hidrogénfejlődés közben reagál híg kénsavval. Ammóniában stroncium-amid képződése közben kék színnel oldódik. Két vegyértékű a vegyületeiben.

## Felhasználása
- Sötétben percekig foszforeszkáló Stroncium-oxid-aluminát alapú színezőanyagot használnak a kijárati feliratoknál, útvonal figyelmeztetőknél és más biztonsági jelek esetében.
- ötvözőanyag - könnyűfémek ötvözeteinek nemesítésére
- különleges acélok ötvözője
- ólom edzéséhez
- vegyületeit tűzijátékok vörös színezőanyagaként használják, mivel a magnéziumporhoz keverve vörös színnel ég
- tengeri akvarisztikában

### Az orvostudományban
- stroncium-ranelát formájában csontritkulás (oszteoporózis) kezelésére
- Sr-89 izotópját béta-sugárforrásként, daganatok csontáttéteinek vizsgálatára

## Előállítása
A stronciumot a SrCl2 olvadékának elektrolízisével állítják elő.

## Előfordulása
Elemi állapotban nem fordul elő. Legfontosabb ásványai: cölesztin SrSO4 és a stroncianit SrCO3. Az élővilágban fontos vázanyag (egysejtűeknél).
A 90Sr izotópja atomrobbanásokkor keletkezik, ez a maghasadás elég hosszú felezési idejű (28 év) terméke. Beépülhet a kalcium helyére a csontokba. A béta-sugárzás csontszarkómát okoz.
Egyes ásványvizekben is előfordul. pl. Balfi ásványvíz - 2,10 mg/l.